# Erik Gustaf Lidbeck

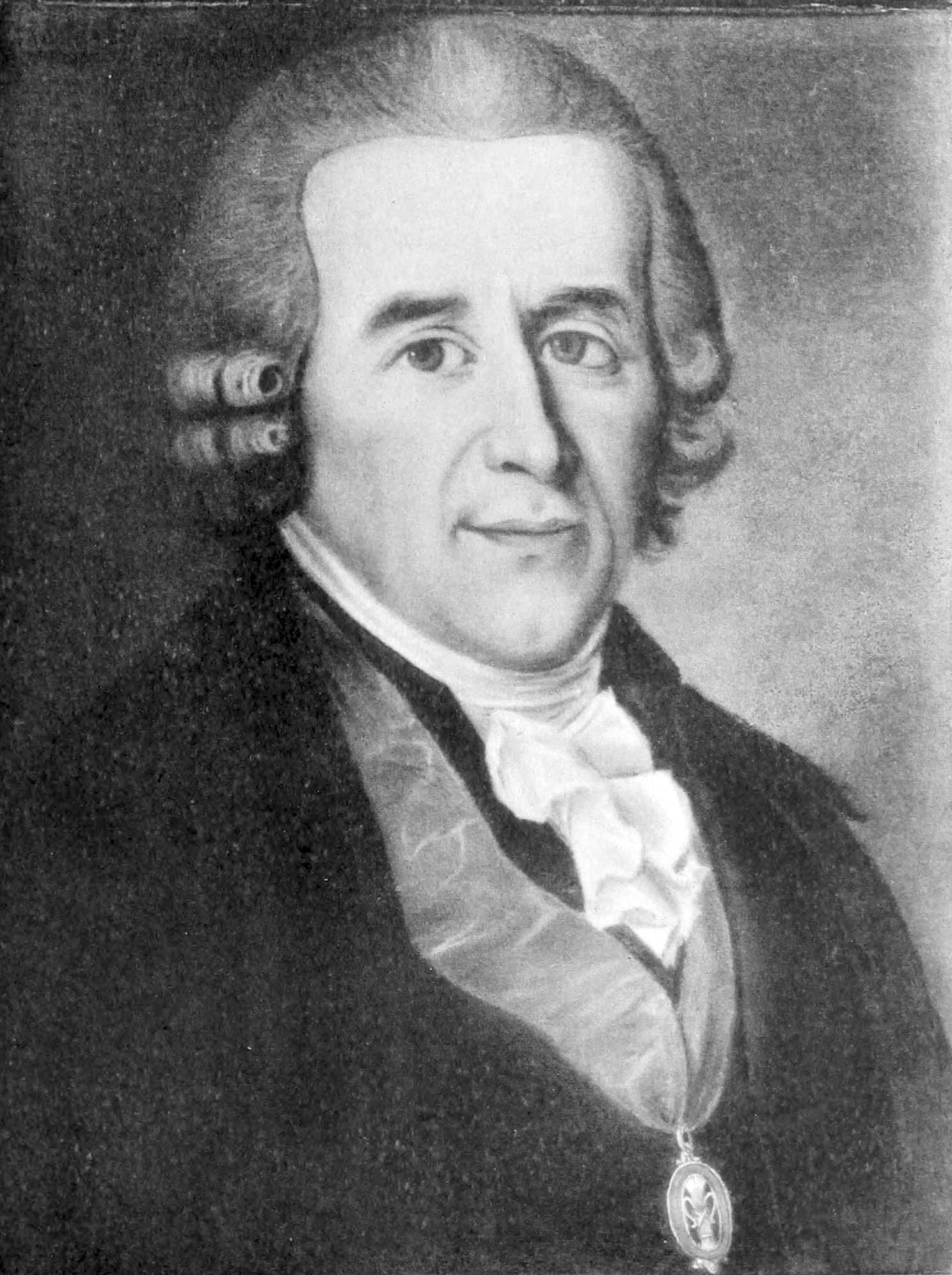
Erik Gustaf Lidbeck

Erik Gustaf Lidbeck, auch Eric und Gustav sowie Liedbeck (* 21. Juni 1724 im Kirchspiel Hesselskog, Gemeinde Åmål; † 9. Februar 1803 in Lund) war ein schwedischer Professor für Naturgeschichte und Ökonomie an der Universität Lund.

## Leben und Wirken
Im Alter von 17 Jahren schrieb sich Lidbeck an der Universität Uppsala ein und wurde schon bald von Linné bemerkt. Dieser nahm ihn 1746 mit auf seine Reise nach Västergötland, auf der Lidbeck für Linné das Tagebuch führen sollte. Zwei Jahre später wurde er auf Linnés Vorschlag hin zum Dozenten für Naturgeschichte und Ökonomie berufen, obwohl er erst 1749 seinen Magister erlangte.
Wieder auf Linnés Vorschlag hin wurde er 1750 zum außerplanmäßigen Mediziner in Lund ernannt. Zwei Jahre später, 1752, wurde Lidbeck zum Vorsteher des Botanischen Gartens in Lund ernannt und musste danach zu jedem Reichstag eine Erklärung abgeben, welche Fortschritte die Anpflanzungen in Schonen machten. Sein Hinweis auf die Notwendigkeit einer naturgeschichtlichen Professur in Lund wurde vom Reichstag 1756 positiv bewertet und so wurde Lidbeck der erste Inhaber der neuen Professur sowie Direktor über alle schonischen Anpflanzungen. 1760 heiratete Lidbeck Klara Grape und wurde schließlich noch 1786 zum Professor für Ökonomie ernannt. Der Universität Lund stand er in Jahren 1763, 1775 und 1783 als Rektor vor. 1795 ging er in Pension; ihm folgte Anders Jahan Retzius in seinem Fachbereich.
Neben seinen Vorlesungen war Lidbeck vor allem für seine Anpflanzungen bekannt. So führte er z. B. die Kartoffel in Schonen ein. 1755 wurde er als Mitglied der Königlich Schwedischen Akademie der Wissenschaften berufen.

## Ehrentaxon
Ihm zu Ehren wurde die Gattung Lidbeckia P.J.Bergius der Pflanzenfamilie der Korbblütler (Asteraceae) benannt.